# Wolfgang Werlé en Manfred Lauber
Wolfgang Werlé en Manfred Lauber zijn twee Duitse halfbroers die werden veroordeeld tot een levenslange gevangenisstraf voor de moord op de Duitse acteur Walter Sedlmayr in 1990. De moord, het daaropvolgende proces en de veroordeling van Werle en Lauber in 1993 kregen uitgebreide media-aandacht in Duitsland en daarbuiten.
Werlé en Lauber kwamen in respectievelijk 2007 en 2008 voorwaardelijk vrij. In 2009 probeerde Werlé zijn naam verwijderd te krijgen uit buitenlandse mediabronnen, waaronder de Engelstalige Wikipedia, nadat Lauber in een zaak tegen de Wikimedia Foundation door een Duitse rechtbank bij verstekvonnis in het gelijk was gesteld. Werlés actie trok wereldwijd de aandacht en werd door de Britse krant The Guardian aangeduid als het streisandeffect, het tegengestelde van wat Werlé voor ogen had.